# DeepL
DeepL (od ang. deep learning) – bezpłatna usługa przekładu maszynowego, uruchomiona w sierpniu 2017 roku. W artykułach na jej temat została oceniona jako dokładniejsza i bardziej zniuansowana stylistycznie niż Tłumacz Google. Serwis był notowany w rankingu Alexa na miejscu 301 (świat, 10 sierpnia 2020), 88 (Japonia, 10 sierpnia 2020), 161 (Niemcy, 10 sierpnia 2020), 12 (Szwajcaria, 10 sierpnia 2020).
Translator DeepL obsługuje 30 języków (stan z kwietnia 2024), między innymi angielski, arabski, chiński, francuski, hiszpański, japoński, niderlandzki, niemiecki, polski, portugalski, rosyjski, ukraiński i włoski.
Usługa została opracowana przez DeepL GmbH z Kolonii (pod kierunkiem Polaka, Jarosława Kutyłowskiego). Działa w oparciu o sieci neuronowe, szczegóły techniki nie zostały jednak ujawnione. Według twórców usługa stosuje nowszą, znacznie ulepszoną architekturę sieci neuronowych, co owocuje bardziej naturalnym brzmieniem przekładów w porównaniu do wyników usług konkurencyjnych.